# Margaretha Ferguson
Margaretha Ferguson eigentlich Margaretha Dorothea Fleischer-Wigerink (geboren 5. September 1920 in Arnhem; gestorben 8. Mai 1992 in Hải Phòng, Vietnam) war eine niederländische Journalistin, Schriftstellerin und Übersetzerin.

## Leben
Margaretha Dorothea Wigerink wurde am 5. September 1920 in Arnhem als Tochter des Bäckers und Buchhändlers Bernardus Wilhelmus Wigerink (1892–1958) und der Gemeinderätin Benjamina Lezer (1893–1954) geboren. Sie war ein Einzelkind und wuchs in einem rauen SDAP-Umfeld auf. Ihre jüdische Mutter war 1920 die erste Stadträtin von Arnhem. Margaretha Wigerink fühlte sich aufgrund der politischen Arbeit ihrer Mutter vernachlässigt und einsam. Die Familie zog 1929 nach Bandung in Niederländisch-Indien. Dort arbeitete ihr Vater in der Buchhandlung seines Schwagers und eröffnete nach kurzer Zeit seine eigene Buchhandlung in Batavia. In Semarang besuchte Margaretha Wigerink das Gymnasium und schloss ihre Schulbildung in Batavia an der Prinz-Henry-Schule bzw. an der weißen Eliteschule der Carpentier-Alting-Stiftung ab. Dort lernte sie die Schriftstellerin Aya Zikken kennen, mit der sie ein Leben lang befreundet blieb.

### Niederländisch-Indien
Als sie 16 Jahre alt war, trat sie eine Stelle als Redaktionssekretärin beim Wochenmagazin d'Oriënt an. Im Alter von 19 Jahren heiratete sie am 21. Dezember 1939 in Batavia den Seemann und Kapitän der Koninklijke Pakketvaart Maatschappij Frits Fleischer (1908–1977). Sie lebten in Makassar und bekamen 1941 einen Sohn, Eric, der im folgenden Jahr an Ruhr starb. Sie wurde von den japanischen Besatzern Anfang 1942 nach Java im Internierungslager Tjideng in Haft genommen. Dort wurde im Februar 1943 ihre Tochter Marjan geboren. Da sie Jüdin war, wurde sie im Dezember 1944 mit ihrer Tochter in das Lager Tangerang verlegt. Dies empfand sie als Verbesserung ihrer Lage. Die Japaner seien weniger streng gewesen, Essen und Arbeit seien besser verteilt worden und es habe weniger Streit gegeben. Im März 1945 wurde sie in das Lager Adek verlegt. Dort blieb sie bis Ende 1945. Nach dem Krieg kehrten Margaretha Fleischer und ihre Tochter Marjan über Singapur in die Niederlande zurück. An ihrem neuen Wohnort Utrecht begann sie ein Psychologiestudium. Aufgrund psychischer Beschwerden suchte sie einen Psychiater auf, der ihr riet, wieder mit dem Tagebuch schreiben zu beginnen.
Ihren Mann traf sie im Oktober 1948 in Niederländisch-Indien wieder. Sie lebten in Belawan und später in Medan, wo Margaretha Fleischer als leitende Sekretärin im Ministerium für Kultur, Bildung und öffentliche Gesundheit arbeitete. Kurz nach der Geburt ihres Sohnes Evert im Jahr 1950 endete die Ehe von Wigerink und Fleischer und sie kehrte dauerhaft in die Niederlande zurück. Sie zog mit ihren Kindern nach Den Haag. Dort lebte sie bei Thomas Willem Ferguson (1902–1988), einem 18 Jahre älteren Kollegen ihres Mannes, der ebenfalls gerade aus Batavia zurückgekehrt war. Schon bevor sie ihn am 8. Oktober 1973 in Den Haag heiratete, trug sie seinen Namen.

### Schriftstellerin und Übersetzerin
Ihr literarisches Debüt gab sie 1959 mit der Erzählsammlung „Anna und ihr Vater“. Der Roman „Onmogelijke mensen“ über die Frage „Wie lebt man?“ erschien 1962. Dies war ein wiederkehrendes Thema in Werk von Margaretha Ferguson. Mit Fiktion drückte sie ihre Sicht auf die Welt aus. Ihre Charaktere wurden von ihren Vorstellungen geprägt und Ereignisse spielten nur eine begrenzte Rolle. Kritiker bemängelten die emphatische Erzählstruktur und den erzwungenen Dialog in Fergusons frühen Romanen.
Margaretha Ferguson übersetzte nach ihrer Rückkehr aus dem Englischen, Deutschen, Französischen und Russischen. Über ihre Reisen schrieb sie und von 1960 bis 1979 arbeitete sie für Het Vaderland. Dort war sie ab 1968 in der Abteilung Kunst und Literatur beschäftigt. Unter dem Pseudonym Fergu schrieb sie zwischen 1964 und 1968 Kolumnen im Haagsche Courant. Weitere Medien, in denen sie regelmäßig veröffentlichte, waren Bzzlletin, die Haagsche Post, De Nieuwe Stem und De Nieuwe Linie. Nur kurz arbeitete sie mit dem NRC zusammen. In den 1960er und 1970er Jahren rezensierte Ferguson im Radio für VARA und AVRO Bücher. Neben ihrer journalistischen Arbeit war sie Mitglied in Literaturkomitees und -vorständen, beispielsweise dem Niederländischen Literaturfonds und der Jan Campert Foundation.
Niederländisch-Indien wurde Mitte der 1970er Jahre zu ihrem Hauptthema. „Auch wenn ich nicht ‚dort‘ geboren wurde, komme ich umso mehr ‚aus Indien‘, je länger ich in Holland lebe“, bemerkte sie. In „Elias in Batavia und Jakarta“ (1977) kamen alle Facetten dieses neuen Themas zusammen: eurozentrisches Denken, Unterdrückung, Todesangst, die Bersiap und die entfremdende Rückkehr in die Niederlande. Dass sie politisch auf der Seite der indonesischen Unabhängigkeitskämpfer stand, wird in ihrem Roman „Chaos“ (1983) deutlich. 1976 und 1985 wurden auch ihre Dokumente aus den Kriegsjahren und der Nachkriegszeit veröffentlicht. Ihre Arbeit über Niederländisch-Indien fand großen Anklang: Für „Angst op Java“ (1991) erhielt sie den Littéraire-Witte-Preis.
Es war ihr ein Anliegen, in ihren Reisebüchern zu zeigen, dass die Welt komplizierter ist, als die Berichterstattung suggeriert. Dabei wurde ihr auch bewusst, dass ihre eigenen Erfahrungen durch ihre Herkunft geprägt waren. Sie unternahm 1966 und 1968 zwei Reisen in die Sowjetunion. Fast ein Vierteljahrhundert nach ihrer Abreise reiste sie auch nach Indonesien und schrieb das persönliche Buch „Jetzt leben andere Leute dort“. Zurück auf Java (1974). Sie besuchte auch China, das Land, in dem ihr zweiter Ehemann geboren wurde. Er starb 1988.
Während eines Besuchs in Vietnam im Jahr 1992 starb Margaretha Ferguson unerwartet in der Nacht vom 7. auf den 8. Mai. Am 16. Mai fand in der Sociëteit De Witte in Den Haag eine Gedenkveranstaltung statt. Später, nachdem Fergusons Leichnam in die Niederlande überführt worden war, wurde sie im Beisein ihrer Familie eingeäschert.

### Ehrungen
Neben dem Littéraire-Witte-Preis wurde sie in das Buch 101 Vrouwen en de oorlog der Historikerin und Schriftstellerin Els Kloek mit 101 Biografien von Frauen, die im Zweiten Weltkrieg im Kontext der niederländischen Geschichte eine Rolle spielten, aufgenommen.